# Wahnebergen
Wahnebergen is een plaats in de Duitse gemeente Dörverden, deelstaat Nedersaksen, en telt 530 inwoners (2002).